# Jacob Lagacé
Jacob Lagacé, född 9 januari 1990 i Saint-Hyacinthe i Québec, är en kanadensisk professionell ishockeyspelare som spelar för Luleå HF i SHL.
Han valdes av Buffalo Sabres i femte omgången som 134:e spelare totalt i NHL Entry Draft 2008. Under kontrakt med Buffalo spelade han i American Hockey League (AHL) för Sabres samarbetslag Portland Pirates och Rochester Americans.
Den 27 januari 2014 skrev Lagacé på sitt första Europakontrakt då han anslöt till norska Tønsberg Vikings. Han blev dock fri från kontraktet sedan klubben dragits med ekonomiska problem och blivit degraderade två månader före säsongsstart 2014/2015, och skrev då istället på för Asplöven HC i Hockeyallsvenskan. Efter att ha gjort 57 poäng varav 20 mål på 52 matcher vann Lagacé Hockeyallsvenskans poängliga, nio poäng före tvåan Jesper Jensen.
Den 26 mars 2015 presenterade Luleå HF att man skrivit ett tvåårskontrakt med Lagacé.

## Spelarstatistik
| 2007–08    | Chicoutimi Saguenéens        | QMJHL      | 67  | 23 | 39 | 62 | 40 | 6 | 3 | 2 | 5 | 7  |
| 2008–09    | Chicoutimi Saguenéens        | QMJHL      | 64  | 32 | 37 | 69 | 52 | 4 | 1 | 2 | 3 | 4  |
| 2009–10    | Chicoutimi Saguenéens        | QMJHL      | 35  | 30 | 23 | 53 | 20 | — | — | — | — | —  |
| 2009–10    | Cape Breton Screaming Eagles | QMJHL      | 25  | 5  | 15 | 20 | 32 | 5 | 0 | 3 | 3 | 4  |
| 2009–10    | Portland Pirates             | AHL        | —   | —  | —  | —  | —  | 1 | 0 | 0 | 0 | 0  |
| 2010–11    | Portland Pirates             | AHL        | 58  | 10 | 13 | 23 | 34 | 3 | 0 | 0 | 0 | 0  |
| 2010–11    | Greenville Road Warriors     | ECHL       | 13  | 0  | 6  | 6  | 0  | — | — | — | — | —  |
| 2011–12    | Rochester Americans          | AHL        | 58  | 10 | 10 | 20 | 25 | — | — | — | — | —  |
| 2012–13    | Bakersfield Condors          | ECHL       | 57  | 16 | 20 | 36 | 68 | — | — | — | — | —  |
| 2012–13    | Rochester Americans          | AHL        | 4   | 0  | 0  | 0  | 2  | — | — | — | — | —  |
| 2013–14    | Orlando Solar Bears          | ECHL       | 26  | 2  | 4  | 6  | 25 | — | — | — | — | —  |
| 2013–14    | Wheeling Nailers             | ECHL       | 15  | 4  | 4  | 8  | 8  | — | — | — | — | —  |
| 2013–14    | Tønsberg Vikings             | GET-ligaen | 9   | 5  | 10 | 15 | 6  | 4 | 3 | 2 | 5 | 16 |
| 2014–15    | Asplöven HC                  | HA         | 52  | 20 | 37 | 57 | 38 | — | — | — | — | —  |
| AHL totalt | AHL totalt                   | AHL totalt | 120 | 20 | 23 | 43 | 61 | 4 | 0 | 0 | 0 | 0  |